# Titularbistum Rhinocorura
Rhinocorura (ital.: Rinocorura) ist ein Titularbistum der römisch-katholischen Kirche.
Es geht zurück auf ein früheres Bistum der antiken Stadt Rhinokorura in Ägypten an der Grenze zu Palästina, das der Kirchenprovinz Pelusium angehörte.
| Titularbischöfe von Rhinocorura |                           |                                                                      |                   |                    |
| Nr.                             | Name                      | Amt                                                                  | von               | bis                |
| 1                               | Ernest François Geurts CM | Apostolischer Vikar von Ost-Zhili (Kaiserreich China/Republik China) | 14. Dezember 1899 | 21. Juli 1940      |
| 2                               | Jean-Jerôme Adam CSSp     | Apostolischer Vikar von Libreville (Französisch-Äquatorialafrika)    | 10. Juli 1947     | 14. September 1955 |
| 3                               | Arthur Francis Fox        | Weihbischof in Melbourne (Australien)                                | 11. Oktober 1956  | 29. November 1967  |